# ذا ريفوليوشن (صحيفة)
ذا ريفوليوشن (بالإنجليزية: The Revolution) هي صحيفة تأسّست من قِبَل الناشطتان في حقوق المرأة سوزان أنتوني وإليزابيث كايدي ستانتون في مدينة نيويورك. وهي صحيفة أسبوعية استمرت من 8 يناير عام 1868 حتى 17 فبراير عام 1872. بأسلوبها العدواني المطابق لاسمها، تناولت الصحيفة المواضيع المتعلقة بحقوق المرأة وخاصة فيما يخصّ حرمان المرأة من حقها في الاقتراع. بالإضافة إلى أنها غطّت مواضيع أخرى مثل السياسة والحركة العمّالية والمواضيع المالية. تولّت أنتوني الأمور الإدارية في الصحيفة في حين عملت ستانتون بقسم التحرير إلى جانب باركر بيلزبوري، والذي كان معاديًا لقشية العبودية وداعمًا لحقوق المرأة.
عُدَّ جورج فرانسيس تراين، وهو رجل أعمال داعم لقضية حقوق المرأة لكنه نفّر العديد من الناشطين بآرائه السياسية والعِرقية، من الأشخاص الأوائل الذين ساعدوا بتمويل تأسيس الصحيفة. إذ كان هذا التمويل كفيلًا بإطلاق الصحيفة، لكنه لم يكن كافيًا لكي تستمر. بعد 26 شهرًا، اضطرت أنتوني لأن تمنح إدارة الصحيفة إلى لورا كيرتيس بولارد، وهي من أثرياء ناشطات حقوق المرأة والتي أضفت على الصحيفة طابعًا أقل راديكالية. أصدرت الصحيفة إصدارها الأخير بعد أقل من عامين.
دام تأثير هذه الصحيفة أكثر من عمرها قصير المدى. إذ تأسست في الفترة التي لاقت فيها حركة حقوق المرأة منعطفًا قويًا، الأمر الذي أعطى ستانتون وأنتوني الفرصة للتعبير عن آرائهما حول الخلاف القائم، ولولا هذه الصحيفة، لكان من الصعب عليهما إيصال صوتهما. من خلال تأسيس الصحيفة، امتلكتا الفرصة لتعزيز مكانهما ضمن الحركة ولتمهيد الطريق لتشكيل منظمة تتناول هذه القضية.

## التاريخ

### خلفية تاريخية

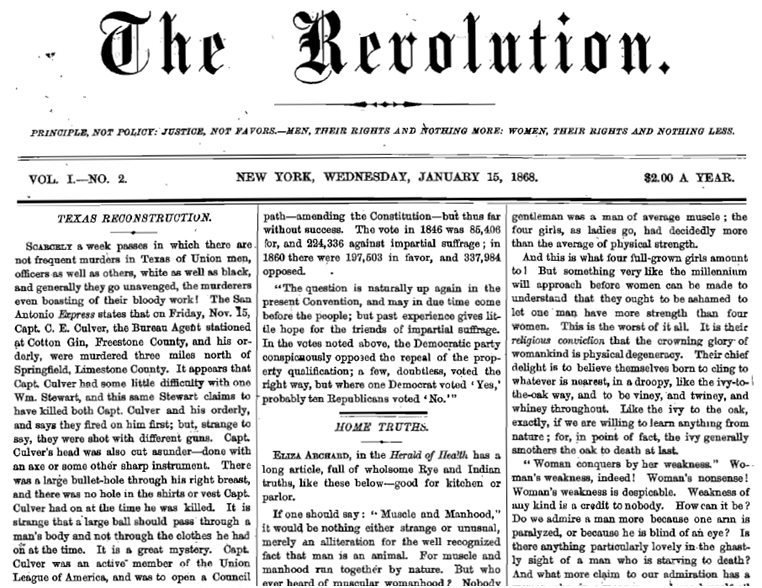
الصفحة الرئيسية من صحيفة ذا ريفوليوشن يوم 15 يناير سنة 1868

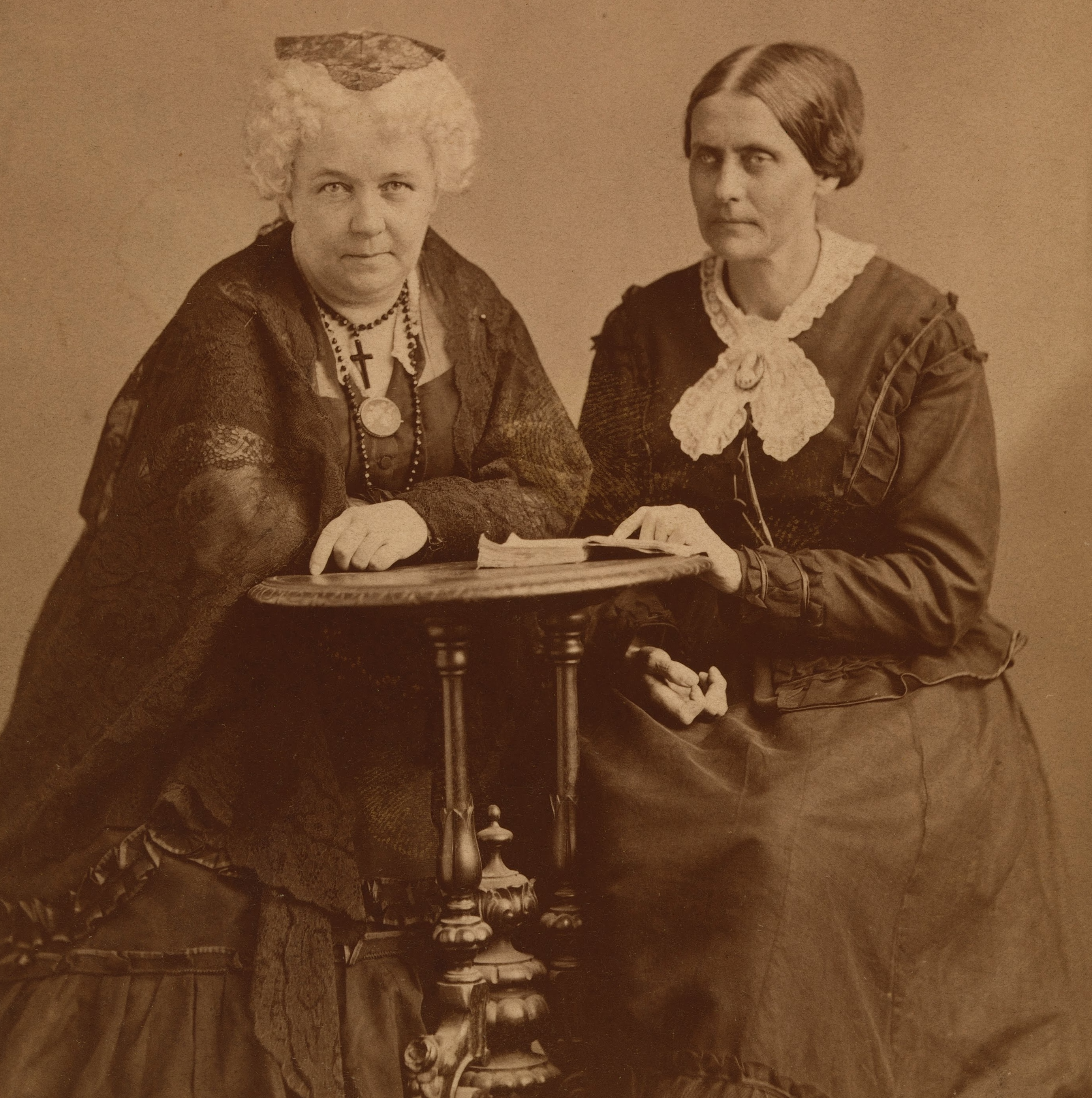
سوزان أنتوني وإليزابيث كادي ستانتون نحو عام 1870

عُدَّت كل من سوزان أنتوني وإليزابيث كادي ستانتون من أبرز الناشطات في مجال حقوق المرأة. سعت ستانتون في إجراء مؤتمر سينيكا فولز عام 1848، الذي يُعدّ أول مؤتمر لمناقشة حقوق المرأة والوثيقة الأساسية لإعلان المشاعر (إعلان الحقوق والمشاعر). وبناءً على طلب لوسي ستون، وهي ناشطة بارزة نظمت العديد من المؤتمرات الوطنية لدعم قضية حقوق المرأة خلال الخمسينات من القرن التاسع عشر، أنجزت أنتوني الكثير من العمل التنظيمي للمؤتمر الوطني لعام 1859، كما قامت ستانتون بالشيء ذاته لمؤتمر عام 1860. عملت كل من أنتوني وستانتون على تنظيم المؤتمر الوطني لحقوق المرأة عام 1863، الذي قُدم من خلاله عددًا كبيرًا من القضايا التي تهدف إلى تعديل الدستور سعيًا لإلغاء قضية الرّق في الولايات المتحدة. حافظت الاثنتان على علاقتهما المقربة كصديقتين وزميلتي عمل طوال حياتهما.
أسستا صحيفة ذا ريفوليوشن خلال الفترة التي كان فيها الانقسام يتطور داخل حركة حقوق المرأة. وكان من بين نقاط الخلاف الرئيسية: التعديل الخامس عشر المُقترح للدستور الأميركي، والذي من شأنه أن يحظر إنكار حق الاقتراع على أساس العِرق. لاقت الصحيفة تأييدًا من أغلب المُصلحين الاجتماعيين الراديكاليين، إلا أن ستانتون وأنتوني عارضتا ذلك الاقتراح ما لم يكن مصحوبًا بتعديل آخر من شأنه أن يمنع رفض حق الاقتراع على أساس الجنس. وإلا فإن التعديل الخامس عشر، الذي من شأنه في الواقع أن يمنح جميع الرجال حق الاقتراع في حين يستبعد كل النساء، من الممكن أن يخلق «طبقة أرستقراطية قائمة على الجنس» من خلال منح السلطة الدستورية الاعتقاد بأن الرجال متفوقون على النساء.
اختلف الناشطون في مجال حقوق المرأة حول الحزب الجمهوري وحركة إلغاء عقوبة الإعدام، الأمران اللذان مهّدا الطريق نحو إنهاء قضية الرّق في الولايات المتحدة عام 1865. كما عارضت الشخصيات البارزة في حركة حقوق المرأة بقوة قضية إبطال الرّق (إذ كانت أنتوني تعمل لدى موظفي الجمعية الأمريكية لمناهضة الرق)، وكان كثير من الناشطين يشعرون بالولاء تجاه القيادة الجمهورية وقضية إلغاء الرّق. بيد أن ستانتون وأنتوني انتقدتا ذلك بشدة لعدم دعمهم لقشية حق المرأة في الاقتراع.
كان الحدث المحوري هو حملة عام 1867 التي أُقيمت في كينساس من قِبَل الجمعية الأميركية للحقوق المتساوية (إيه إي آر إيه) من أجل دعم استفتاءين على الولايات، أحدهما من شأنه أن يمنح الرجال الأميركيين الملونين حق الاقتراع، والآخر من شأنه أن يمنح حق الاقتراع للنساء. وقد أنشئت هذه الجمعية في العام السابق، حيث كانت أنتوني وستانتون من بين مؤسسيها، وكان الهدف من الجمعية هو دعم حقوق المرأة والملونين على حد سواء. لكن زعماء حركة إلغاء عقوبة الإعدام رفضوا تأييد هذه الحملة. على الرغم من أن حق الاقتراع للرجال الملونين كان من أولوياتهم، ذلك أنهم لم يرغبوا في الجمع بين حملتي الاقتراع هاتين. واجهت هذه المرحلة عقبات مماثلة لحملة سابقة أُقيمت في ولاية نيويورك. لكن في هذه الحملة، تضايقت أنتوني وستانتون جراء أن الزعماء الوطنيين قد سعوا إلى عدم حصولهما على الدعم بالإضافة إلى أن الجمهوريين المحليين كانوا قد نظموا لجنة لمعارضة استفتاء النساء على حقهم في الاقتراع. وبالتالي، أثارت كل من ستانتون وأنتوني، بسبب شعورهما بالخيانة، عاصفة احتجاج بقبولهما المساعدة خلال الأيّام الأخيرة من الحملة التي نظمها جورج فرانسيس ترين، وهو من أنصار الحزب الديمقراطي ومن الأثرياء المؤيدين لحقوق المرأة. انتقد ترين بشدة أفكار الحزب الجمهوري، ولم يُخفي نيّته بتشويه صورة الحزب التقدمية وخلق انشقاقات داخله. عندما انتهت حملة كنساس في نوفمبر عام 1867 بفشل كلا الاستفتاءين، بدأت الانقسامات داخل حركة حقوق المرأة تتصاعد إلى حدّ كبير.
خففت حركة حقوق المرأة نشاطها إلى حد كبير خلال الحرب الأهلية (1861-1865) لأن زعمائها أرادوا بذل طاقتهم سعيًا لمكافحة قضية الرّق. بعد انتهاء الحرب، سعى قادة حركة إلغاء عقوبة الإعدام للضغط عليهم للاستمرار في تأجيل حملتهم إلى أن يتم منح الرجال الملونين حقهم في الاقتراع. ورأت كل من ستانتون وأنتوني أن حركتهما تتعرّض للتهميش. وفي وقت لاحق، صرّحتا: «لقد نَصَحَنا رجالنا الليبراليين بالصمت أثناء الحرب، وقد أثّر ذلك على حركتنا؛ ونصحونا مرة أخرى بالصمت أثناء حملة كينساس ونيويورك، خشية أن نهزم «الاستفتاء المتعلق بقضية الرجال الملونين»، وهددونا بأنه في حال لم يكن الأمر كذلك، فيجب علينا خوض هذه المعركة وحدنا. لكننا اخترنا ذلك بالفعل، وهُزِمنا. لكن بحربنا هذه تعلمنا القوة... وبأن المرأة بنفسها عليها تمهيد طريقها للحصول على حقوقها».
ومع ذلك، أصبح من الصعب على ستانتون وأنتوني أن يوصلوا أصواتهم. بالإضافة إلى أن الصحافة التابعة لحركة إلغاء عقوبة الإعدام، والتي كانت من أكثر داعمي التغطية الإخبارية لحركة حقوق المرأة، لم تعد مستعدة للاستمرار بدورها معهم. أما الصُّحف الرئيسية الأخرى المرتبطة بحركات الإصلاح الاجتماعي الراديكالية، فقد أصبحت إما أكثر تحفظًا أو أنها قد توقفت عن النشر. إلى جانب أنه لا يمكن توقع الكثير من المساعدة من الصُّحف المساندة لقضية حقوق المرأة لأن عددها أصبح قليلًا. وقد بدأت الصحافة السائدة آنذاك بمعاملة حركة حقوق المرأة على أنها مواضيع قديمة لا تستحق مثل التغطية الإخبارية الواسعة.